# C-Bus (protocollo)
C-Bus è un protocollo di comunicazione basato su un modello OSI a sette livelli per l'automazione domestica e degli edifici in grado di gestire cavi con lunghezza fino a 1000 metri utilizzando il cavo Cat-5.  Viene utilizzato in Australia, Nuova Zelanda, Asia, Medio Oriente, Russia, Stati Uniti, Sudafrica, Regno Unito e altre parti d'Europa, tra cui Grecia e Romania.  C-Bus è stato creato dalla divisione Clipsal Integrated Systems di Clipsal Australia (ora parte di Schneider Electric) per l'uso con il suo marchio di domotica e sistema di controllo dell'illuminazione degli edifici. C-Bus è stato brevemente disponibile negli Stati Uniti, ma Schneider Electric ha cessato le vendite negli Stati Uniti.
C-Bus è utilizzato nel controllo della domotica, così come dei sistemi di controllo dell'illuminazione degli edifici commerciali. A differenza del più comune protocollo X10 che utilizza un segnale imposto sulla linea di alimentazione CA, C-Bus utilizza un cavo dedicato a bassa tensione o una rete wireless a due vie per trasportare segnali di comando e controllo. Ciò migliora l'affidabilità della trasmissione dei comandi e rende il C-Bus molto più adatto a grandi applicazioni commerciali rispetto a X10.

## Sistema C-Bus
Il sistema C-Bus può essere utilizzato per controllare l'illuminazione ed altri sistemi e prodotti elettrici automaticamente o tramite telecomando e può anche essere interfacciato con un sistema di sicurezza domestica, a prodotti AV o ad altri dispositivi elettrici. Il sistema C-Bus è disponibile in una versione cablata e wireless, con un gateway disponibile per consentire l'invio di messaggi tra reti cablate e wireless.
Il sistema C-Bus cablato utilizza un cavo UTP (Unshielded Twisted Pair) di categoria 5 standard come cavo di comunicazione di rete e non richiede la terminazione di fine linea. Clipsal produce un cavo specifico categoria 5 da utilizzare all'interno dei quadri di distribuzione elettrica. Questo cavo ha una guaina esterna rosa che è classificata per garantire un adeguato isolamento elettrico tra le tensioni di rete presenti nei pannelli di distribuzione e il C-bus a bassissima tensione. Al di fuori dei quadri di distribuzione può essere utilizzato un cavo UTP di categoria 5 standard.
Il cablaggio di rete C-Bus di categoria 5 utilizza un'architettura di topologia libera. La lunghezza massima del cavo utilizzato su una rete C-Bus è di 1000 metri; tuttavia, questo può essere facilmente esteso utilizzando i bridge di rete C-Bus. È possibile installare fino a 100 unità su una rete C-Bus e questo può ancora essere esteso utilizzando i bridge di rete.
Il numero massimo di reti C-Bus in un'installazione è 255 (si noti che questa limitazione non si applica se si utilizza un'interfaccia Ethernet C-Bus, la dimensione del sistema è limitata al solo indirizzamento IP). Il numero massimo di reti connesse in serie alla rete locale tramite i bridge di Rete è sette (cioè utilizzando sei bridge di rete).
Ogni unità C-Bus standard richiede 18 mA a 15-36 Vcc per funzionare, tuttavia alcune unità C-Bus richiedono fino a 40 mA.
Più di un alimentatore C-Bus può essere collegato a una rete C-Bus per fornire energia sufficiente alle unità C-Bus, gli alimentatori C-Bus condivideranno il carico in modo uniforme.
Ogni rete C-Bus richiede un carico della rete se ci sono unità C-Bus insufficienti sulla rete. Questo carico della rete può essere abilitato su unità C-Bus di uscita tramite software oppure un carico hardware può essere collegato alla rete.
Ogni rete C-Bus richiede almeno un'unità di generazione del clock di sistema per la sincronizzazione dei dati.
L'isolamento tra la circuiteria di alimentazione di rete e il circuito C-Bus da 36 Vcc è superiore a 3,5 kV. Questo risultato è ottenuto utilizzando trasformatori a doppio avvolgimento e opto-isolatori. Ciò significa che il cablaggio C-Bus, i collegamenti e i circuiti possono essere considerati di tipo a bassissima tensione (Extra Low Voltage).

## Progettazione del cablaggio dei sistemi C-Bus
Con il cablaggio convenzionale, l'alimentazione di rete (120/230 V) è cablata dalla scheda di distribuzione (DB) al carico (ad esempio una plafoniera) tramite un interruttore a parete.
Nei sistemi C-Bus, le connessioni tra il DB e (ad esempio) le plafoniere e tra il DB e la scatola di derivazione (interruttore a muro) sono completamente separate. Inoltre, non ci sono collegamenti tra la scatola di derivazione e le rispettive plafoniere.
Il controllo dell'elettricità in un sistema C-Bus si trova in un "Dimmer" o "Relè" che viene installato nel DB e sostituisce l'interruttore tradizionale utilizzato nel cablaggio convenzionale. Questo dimmer (o relè) ha un'interconnessione della linea 120/230 V direttamente alla plafoniera e una connessione neutra di ritorno dalla plafoniera al dimmer. Il Dimmer controllerà direttamente la luce e riceverà i suoi comandi da un altro dispositivo sulla rete C-Bus (ad esempio, un interruttore/tastierino della luce a parete). Questo interruttore della luce a parete non sarebbe collegato a nessun tipo di carico; sarebbe collegato direttamente al dimmer tramite un cavo di controllo/segnale. I Dimmer normalmente si presentano come dispositivi montati su tracciati DIN a 4, 8 o 12 canali.

## Interoperabilità C-Bus
A partire dal 9 dicembre 2008, Clipsal ha aperto i suoi protocolli C-Bus a chiunque voglia interagire con esso a livello di programmazione.
Utilizzando uno dei moduli di interfaccia C-Bus di Clipsal (PCI per RS232 o USB e CNI per Ethernet TCP/IP), è possibile interagire con altri sistemi di automazione domestica o con applicazioni su dispositivi come Android, iPad o iPhone.
Il protocollo C-Bus è stato sviluppato utilizzando il modello di riferimento layer 7 di OSI. C-Bus supporta un numero di interfacce come RS232 e TCP/IP e rende questi protocolli disponibili ad aziende di terze parti.
Le specifiche dell'interfaccia C-Bus sono disponibili tramite il C-Bus Enabled Program, tuttavia è necessario accettare un accordo di licenza.